# Episodi de Il becchino (settima stagione)
La settima ed ultima stagione della serie televisiva Il becchino (The undertaker), composta da 6 episodi, è stata trasmessa sul canale della televisione svizzera tedesca SRF 1 dall'8 gennaio al 12 febbraio 2019. La stagione è andata in onda in prima visione in lingua italiana sul canale della televisione svizzera italiana RSI La 1 dal 9 agosto al 13 settembre 2019. In Italia la serie è inedita.
| nº | Titolo originale     | Titolo italiano                | Prima TV originale | Prima TV in italiano |
| -- | -------------------- | ------------------------------ | ------------------ | -------------------- |
| 1  | Asche auf dein Haupt | Cenere sul capo                | 8 gennaio 2019     | 9 agosto 2019        |
| 2  | Verbrannte Erde      | Terra bruciata                 | 15 gennaio 2019    | 16 agosto 2019       |
| 3  | Blutsbande           | Legami di sangue               | 22 gennaio 2019    | 23 agosto 2019       |
| 4  | Das letzte Einhorn   | L'ultimo unicorno              | 29 gennaio 2019    | 30 agosto 2019       |
| 5  | Spiel mit dem Feuer  | Giocare col fuoco              | 5 febbraio 2019    | 6 settembre 2019     |
| 6  | Phönix aus der Asche | La Fenice risorta dalle ceneri | 12 febbraio 2019   | 13 settembre 2019    |

## Cenere sul capo
- Titolo originale: Asche auf dein Haupt
- Diretto da: Barbara Kulcsar
- Scritto da: Jacob Groll

### Trama
Luc ha a che fare con una coppia omicida, e lui e il Kapo guardano dietro la facciata sofisticata dell'ippodromo di Aarau dopo un omicidio, e lo stesso Luc soffre tanto dopo la rottura di Anna-Maria.

## Terra bruciata
- Titolo originale: Verbrannte Erde
- Diretto da: Barbara Kulcsar
- Scritto da: Simone Schmid

### Trama
Luc va a vivere con Semmelweis e indaga sulla strana morte di uno spacciatore.

## Legami di sangue
- Titolo originale: Blutsbande
- Diretto da: Chris Niemeyer
- Scritto da: Grischa Duncker

### Trama
Kapo e Luc indagano sull'omicidio di un senzatetto, lo stesso Luc e Anna sono alle calcagna del misterioso specialista di computer.

## L'ultimo unicorno
- Titolo originale: Das letzte Einhorn
- Diretto da: Barbara Kulcsar
- Scritto da: Natasha Beller

### Trama
Luc e la squadra indagano su un omicidio avvenuto nell'ambiente del tassidermista, ma l'impegno solista di Luc mette in moto le indagini su una serie di omicidi rituali.

## Giocare col fuoco
- Titolo originale: Spiel mit dem Feuer
- Diretto da: Chris Niemeyer
- Scritto da: Mats Frey

### Trama
Luc indaga sull'omicidio di un medico avvenuto in una clinica privata, scoprendo con la squadra una cospirazione su larga scala. Luc scopre la verità sull'omicidio della madre del fratellastro.

## La Fenice risorta dalle ceneri
- Titolo originale: Phönix aus der Asche
- Diretto da: Chris Niemeyer
- Scritto da: Adrian Illien

### Trama
Doerig deve consegnare Anatol ai fratelli Lara e Max, altrimenti Vanessa, rapita, sarà morta. Luc sta cercando la madre di Lara e Max.